# The BDP Album
Albums de KRS-One
Godsville
(2011) Never Forget
(2013)
The BDP Album est le onzième album studio de KRS-One, sorti le 10 janvier 2012.

## Liste des titres
| No  | Titre                                        | Contient un (des) sample(s) de | Durée |
| --- | -------------------------------------------- | ------------------------------ | ----- |
| 1.  | Kenny Parker Intro                           |                                | 1:25  |
| 2.  | Tote Gunz                                    |                                | 3:23  |
| 3.  | Forever (featuring Channel Live)             | Krs-One Attacks de KRS-One     | 2:25  |
| 4.  | All Day                                      |                                | 4:09  |
| 5.  | The Solution                                 |                                | 3:31  |
| 6.  | Cypher Remix                                 |                                | 3:48  |
| 7.  | Introducing                                  |                                | 3:08  |
| 8.  | I Do This for You                            |                                | 1:23  |
| 9.  | Comin' In                                    |                                | 2:51  |
| 10. | Do It                                        |                                | 3:14  |
| 11. | The Hustle                                   |                                | 3:13  |
| 12. | Times Up (featuring Jesse West)              |                                | 3:14  |
| 13. | 2012                                         |                                | 3:34  |
| 14. | What It Is / Outro (featuring Inyang Bassey) |                                | 4:00  |